# نعمت (اسم)
نعمت هو اسم علم مؤنث (في كتاب النحو الواضح) من أصل عربي، ومعناه هو نعمة صنيعة ومنية.

## شخصيات تحمل الاسم
- نعمت الله نصيري (سياسي إيراني، أغسطس 1911 – 15 فبراير 1979)
- نعمت اوزجوتش (عالمة آثار تركية، 15 مارس 1916 – 23 ديسمبر 2015)
- نعمت شفيق (13 أغسطس 1962 – )
- نعمت غاندي (1974 – )
- نعمت قسومة (1934 – )
- نعمت مختار (ممثلة مصرية، 16 نوفمبر 1932 – 9 نوفمبر 1989)
- نعمت نوزاد قادين أفندي (إحدى زوجات السلطان محمد السادس، 2 مارس 1902 – 23 يونيو 1992)
- نعمت هانم (1881 – 1966)

## وصلات خارجية
- موسوعة السلطان قابوس لأسماء العرب